# 詹姆斯·怀特 (篮球运动员)
詹姆斯·威廉·怀特四世（英語：James William White IV，1982年10月21日—），出生于华盛顿特区，美国职业篮球运动员，司职得分後衛，亦能頂上小前鋒的位置。在2006年NBA选秀中于第二轮第31顺位被波特兰开拓者队选中，随即被交换去印第安纳步行者队，但未能得到合同。后怀特转而效力于NBA圣安东尼奥马刺队，但未能获得多少表现机会，于2007年夏季被马刺解雇。2009年休斯顿火箭队与其签订了10天的短合同，大學時代以灌籃聞名，有「飛行機器」之稱，目前是唯二能够罚球线起跳胯下换手扣篮，和罚球线外一步起跳扣篮的选手。 youtube網站有很多關於他灌籃的影片。
另一位是查克·拉文